# Gündüz Tunçbilek
Gündüz Tunçbilek (* 22. August 1926 in Kırşehir; † 2007) war ein türkischer Botschafter.

## Leben
1945 erlangte er am Galatasaray-Gymnasium das Abitur und studierte Politikwissenschaft an der Universität Ankara. Von 1950 bis 1951 wurde er bei den Türkischen Streitkräften Reserveoffizier. 1951 trat er in den auswärtigen Dienst und wurde Gesandtschaftssekretär dritter Klasse. 1953 war er am Generalkonsulat in Hamburg, 1957 Gesandtschaftssekretär zweiter/erster Klasse in Taipeh, 1961 in der Abteilung Politik, 1963 bis 1966 Gesandtschaftssekretär zweiter/erster Klasse in Stockholm und vom 29. Mai 1967 bis zum 3. Dezember 1969 Generalkonsul in München.
Ab 1970 leitete er die Abteilung Wirtschaftshilfe für türkische Zyprioten, 1974 militärische Intervention der türkischen Streitkräfte in den Zypernkonflikt. Tunçbilek wurde von den Behörden des US-Präsidenten als leutselig, wohlgesinnt gegenüber den USA beschrieben und bescheinigt, dass sich seine Auskünfte in Bezug auf Amtsgeheimnisse auf Öffentlichkeitsarbeit beschränkten.
In der Ausgabe vom 9. November 1976 der Resmî Gazete wurde seine Ernennung zum Botschafter veröffentlicht. Vom 11. Oktober 1976 bis 1. September 1981 war er Botschafter in Kuala Lumpur. Am 4. Juni 1981 unterzeichnete er in Vertretung für den Außenminister einen Handelsvertrag mit der ägyptischen Regierung in Kairo. Von 1985 bis 1989 war er Botschafter in Buenos Aires.
Gündüz Tunçbilek war mit Sevim verheiratet, sie hatten zwei Kinder. Er sprach die französische, englische und deutsche Sprache.

## Einzelbelege
1. ↑  Geschichte des Generalkonsulats und ehemalige Generalkonsule auf der Seite des türkischen Generalkonsulats München
2. ↑  WikiLeaks, NEW TURKISH AMBASSADOR TO MALAYSIA, 1976 November 15

| Vorgänger     | Amt                                                                       | Nachfolger             |
| ------------- | ------------------------------------------------------------------------- | ---------------------- |
| —             | Türkischer Botschafter in Malaysia 11. Oktober 1976 bis 1. September 1981 | Erdoğan Tevfik Ünaydın |
| Pertev Subaşı | Botschafter in Argentinien 1985 bis 1989                                  | Semih Belen            |

| Personendaten    | Personendaten          |
| ---------------- | ---------------------- |
| NAME             | Tunçbilek, Gündüz      |
| KURZBESCHREIBUNG | türkischer Botschafter |
| GEBURTSDATUM     | 22. August 1926        |
| GEBURTSORT       | Kırşehir               |
| STERBEDATUM      | 2007                   |